# Odorrana utsunomiyaorum
Odorrana utsunomiyaorum (japanisch コガタハナサキガエル Kogata-Hanasaki-Gaeru) ist eine Froschart, die auf den japanischen Yaeyama-Inseln Ishigaki-jima und Iriomote-jima verbreitet ist. Die Art aus der Familie der Echten Frösche wird als stark gefährdet eingestuft.

## Merkmale
Die Kopf-Rumpf-Länge beträgt 4,6 bis 5,8 cm bei Weibchen und 4,0 bis 4,8 cm bei Männchen. Die Körperfarbe reicht dorsal von hellbraun bis grünlich braun. Der Rücken ist zudem mit Tuberkeln übersät. Die Haut ist an den Rumpfseiten rau, dagegen glatt an Brust und Bauch. Die Männchen haben paarige Schallblasen und Stimmöffnungen in den Mundwinkeln.
Die Art ähnelt äußerlich der Schwesterart Odorrana narina. Eine sympatrisch vorkommende Schwesterart ist zudem Odorrana supranarina, die jedoch größer ist und längere Hinterbeine aufweist.

## Vorkommen
Das Verbreitungsgebiet erstreckt sich über die beiden Yaeyama-Inseln Ishigaki-jima und Iriomote-jima. Die Art kommt ähnlich wie die Schwesterart O. supranarina entlang von Bächen vor, jedoch meist höher in den Bergen als diese und nicht im Tiefland. Die Wasserläufe, an denen sie anzutreffen ist, sind von immergrünem Primärwald umgeben. Zudem werden kleinere Wasserläufe als bei O. supranarina bevorzugt.

## Lebensweise
Die Fortpflanzungszeit dauert von Februar bis April. Der Laich wird unter Steine in Gebirgsbächen angeheftet und umfasst lediglich rund 100 Eier. Die Eier werden in einer gelartigen, kompakten Masse abgelegt und haben auf Ishigaki-jima einen Durchmesser von 3,2 bis 4,2 mm. Sie weisen eine gelblich weiße Farbe auf.

## Gefährdung und Schutz
Die International Union for Conservation of Nature (IUCN, „Weltnaturschutzunion“) stuft die Art als stark gefährdet ein und den Populationstrend als abnehmend. Auch auf der nationalen Roten Liste gefährdeter Arten Japans von 2020 wird sie als stark gefährdet eingestuft. Der Bestand ist insbesondere auf Ishigaki-jima wegen des Verlusts an Lebensräumen durch den Bau von Wohnsiedlungen deutlich zurückgegangen. Eine weitere Bedrohung ist die Konkurrenz mit der invasiven Aga-Kröte. Im Tierhandel kommt die Art inzwischen nicht mehr vor.
Teile der Inseln gehören zum Iriomote-Ishigaki-Nationalpark, der 1972 auf Iriomote-jima ausgewiesen und 2007 um Gebiete auf Ishigaki-jima erweitert wurde. Er umfasst fast 22.000 Hektar Landfläche. Die Inseln Amami-Ōshima, Tokunoshima, Iriomote und der nördliche Teil der Insel Okinawa stehen darüber hinaus seit 2021 auf der Liste des UNESCO-Weltnaturerbes.

## Systematik
Odorrana utsunomiyaorum ist eine Art aus der Familie der Echten Frösche (Ranidae). Sie wurde 1994 von Masafumi Matsui unter dem Namen Rana utsunomiyaorum wissenschaftlich erstbeschrieben. Als Typenfundort wurde das Quellgebiet des Nagura am Omoto-dake auf Ishigaki-jima angegeben (124°11′E, 24°25′N). Der Artname utsunomiyaorum ehrt Taeko Utsunomiya und ihren Ehemann Yasuaki Utsunomiya für ihre Erforschung der Amphibien Japans insbesondere auf den Nansei-Inseln und die Entdeckung der zwei auf den Yaeyama-Inseln verbreiteten Arten der Gattung.
In Japan endemische Arten der Gattung Odorrana umfassen neben O. utsunomiyaorum auf den Yaeyama-Inseln noch O. supranarina und im Norden der Insel Okinawa O. narina und O. ishikawae sowie O. splendida und O. amamiensis auf Amami-Ōshima. Auf der nahegelegenen Insel Taiwan findet sich zudem die morphologisch ähnliche Art O. swinhoana. Mit dieser ist O. utsunomiyaorum näher verwandt als mit der sympatrisch vorkommenden Schwesterart O. supranarina. Für den Vorfahr von O. ishikawae und O. splendida wird geschätzt, dass dieser vor 7,9 bis 18,0 Millionen Jahren im mittleren Miozän auf die noch mit dem asiatischen Kontinent verbundenen, heutigen Ryūkyū-Inseln vordrang, während sich der Vorfahr der anderen auf den Inseln vorkommenden Arten vermutlich von denen auf dem asiatischen Kontinent im späteren Miozän vor etwa 5,4 bis 12,3 Millionen Jahren trennte.